# Бриджес, Уильям, 4-й барон Чандос
Уильям Бриджес (англ. William Brydges; примерно 1552 — 18 ноября 1602) — английский аристократ, 4-й барон Чандос с 1594 года. Второй сын Эдмунда Бриджеса, 2-го барона Чандоса, и его жены Доротеи Брей, дочери Эдмунда Брея, 1-го барона Брея. Заседал в Палате общин как представитель Криклэйда (1572—1578) и рыцарь от графства Глостершир (1584—1587). После смерти старшего брата Джайлса унаследовал семейные владения, расположенные в Глостершире, Вустершире и Уилтшире, занял место в Палате лордов и должность лорда-лейтенанта Глостершира.
Барон был женат на Мэри Хоптон, дочери сэра Оуэна Хоптона и Анны Итхингем. В этом браке родились:
- Грей, 5-й барон Чандос (1578—1621);
- Беатриса, жена сэра Генри Пула;
- Фрэнсис (1580—1663), жена сэра Томаса Смита и Томаса Сесила, 1-го графа Эксетера[4];
- Джоан, жена сэра Амброза или сэра Джона Турвиля;
- Джайлс (умер в 1628)[3];
- Уильям[3].